# Zamarovce
Zamarovce (hongrois : Vágzamárd) est un village de Slovaquie situé dans la région de Trenčín.

## Histoire
La première mention écrite du village date de 1208.

## Démographie

### Évolution de la population
| Année:               | 1994. | 2004.    | 2014.    | 2024.    |
| -------------------- | ----- | -------- | -------- | -------- |
| Nombre de personnes: | 635   | 763      | 970      | 1174     |
| Différence:          |       | +20,15 % | +27,12 % | +21,03 % |

| Année:               | 2023. | 2024.   |
| -------------------- | ----- | ------- |
| Nombre de personnes: | 1178  | 1174    |
| Différence:          |       | -0,33 % |